# Famille Krupp

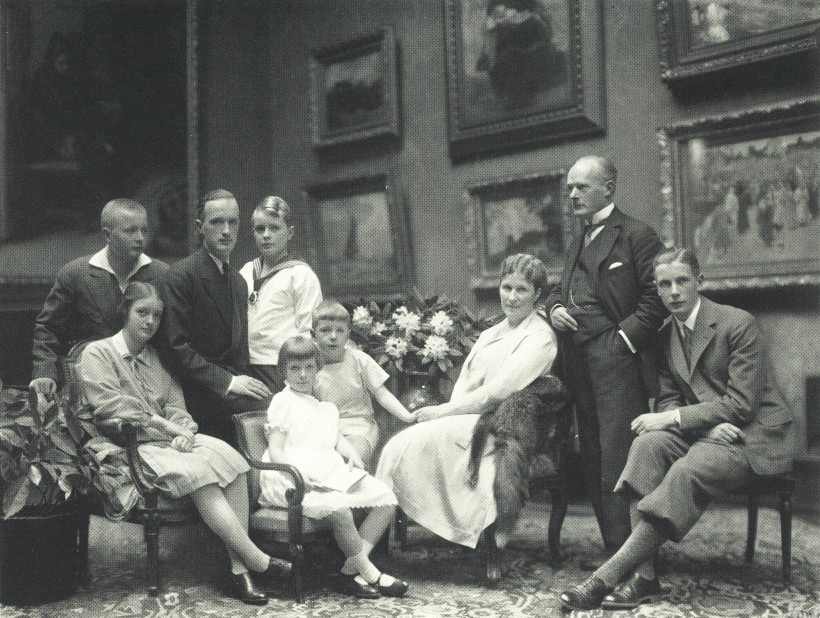
La famille de Gustav Krupp von Bohlen und Halbach en 1928 – de gauche à droite : les enfants Berthold, Irmgard, Alfried, Harald, devant eux Waldtraut et Eckbert, suivis des parents Bertha et Gustav Krupp von Bohlen und Halbach, le fils Claus à droite.

La famille Krupp est une dynastie familiale allemande, entre autres d'industriels, dont l'existence est attestée depuis le XVIe siècle et qui a créé la société Fried. Krupp AG, basée à Essen. Depuis la fusion avec Thyssen AG en 1999, le groupe porte le nom de ThyssenKrupp.

## Histoire

### Débuts à Essen

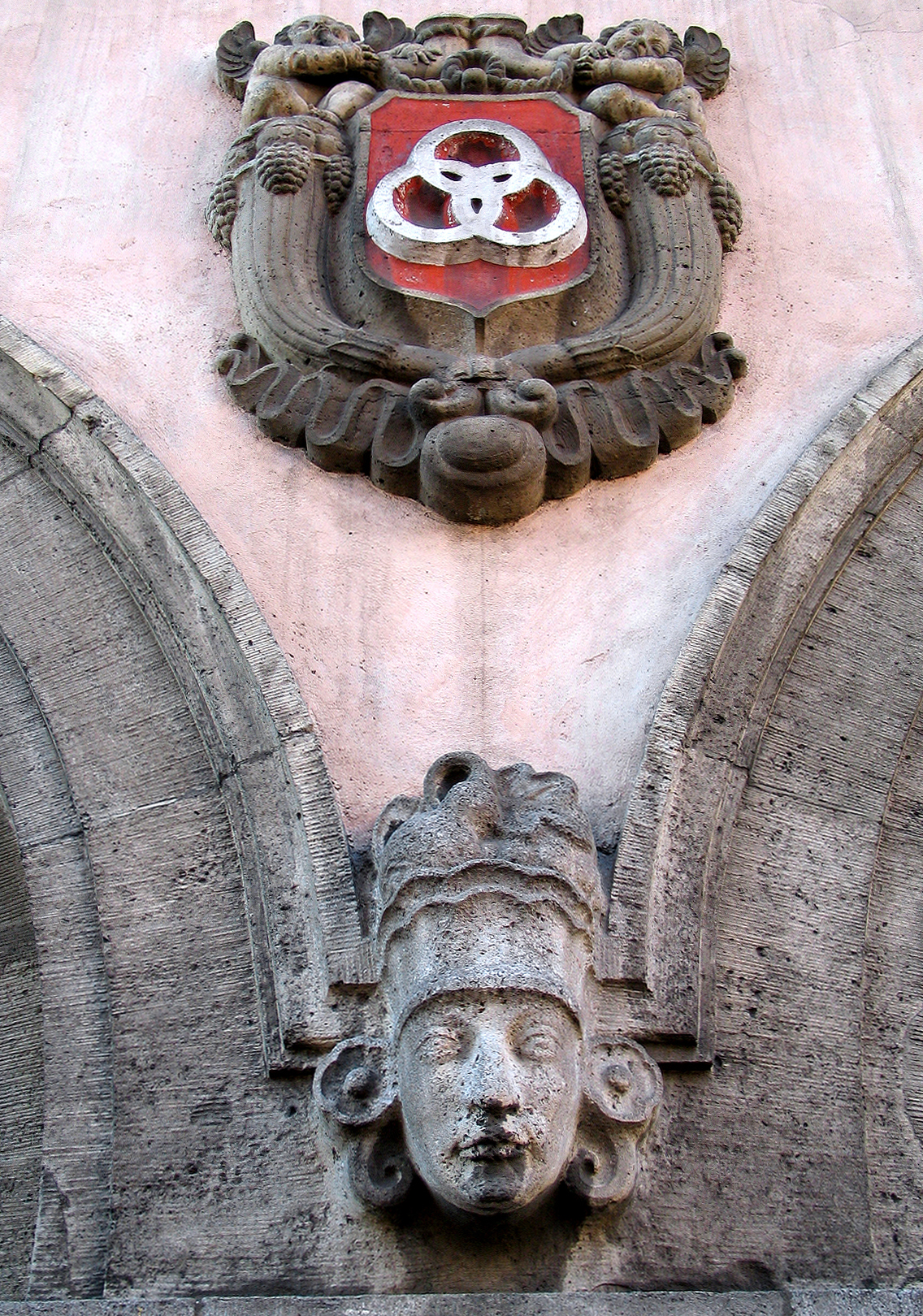
Logo de la société Fried. Krupp à la Maison Georg-von-Cölln.

Des membres de la famille Krupp émigrent des Pays-Bas et s'installent dans la ville encore rurale d'Essen. Arndt Krupp apparaît dans le registre de la Grande Guilde des marchands et est considéré comme le premier Krupp mentionné dans un document. Il commence comme marchand d'épices, de vin, de quincaillerie et de bétail, par exemple, et utilise les recettes pour acquérir des terrains et des biens immobiliers, entre autres. Vers 1600, alors qu'Essen souffre également de la peste vers 1600, Arndt Krupp, d'esprit protestant, reste à Essen et achète des maisons et des terres à des réfugiés à bas prix. Pendant la guerre de Trente Ans naissante, il vend également des armes. Son fils Anton Krupp survit à la guerre de Trente Ans. Il est marchand de vin et de nourriture, puis quincaillier. En 1620, il est l'un des 54 marchands d'armes de la ville, déjà connue comme une ville d'armuriers.
En général, les Krupp, qui appartiennent à la classe la plus aisée, se consacrent au commerce au XVIIe siècle et apparaissent en outre comme membres du conseil et titulaires des fonctions communes les plus importantes, comme celles de rentier et de maire. C'est ainsi que des membres de la famille Krupp sont secrétaires de la ville d'Essen pendant plus de 112 ans sans interruption, sur trois générations, dont le secrétaire de la ville Georg Diederich Krupp (1657-1742).

### XIXe siècle

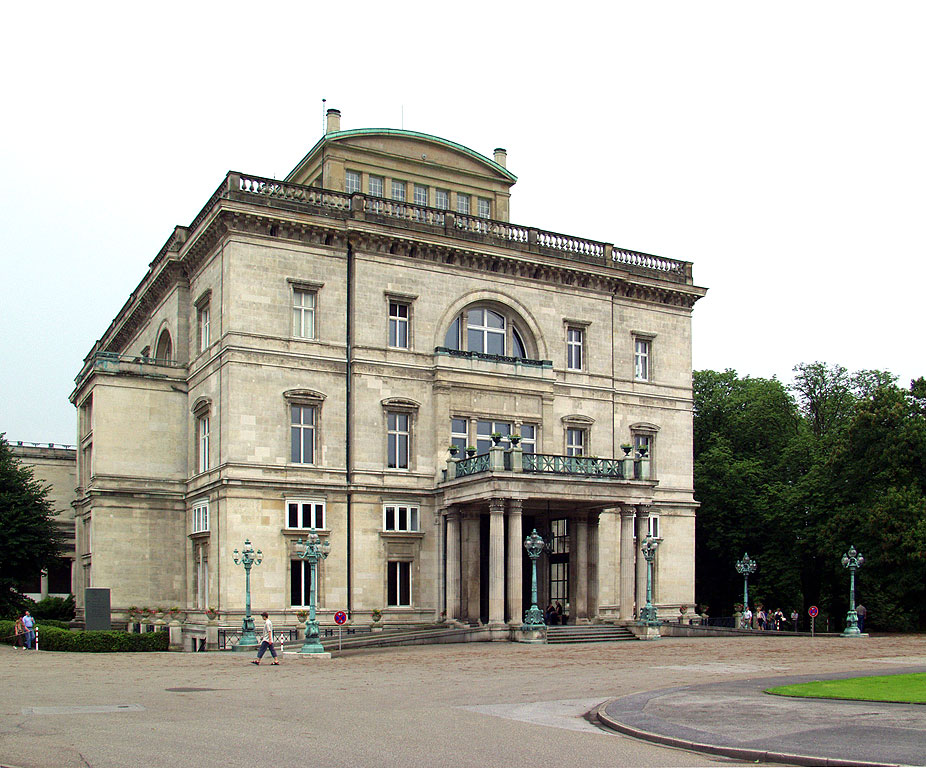
Villa Hügel, ancien bâtiment résidentiel et représentatif de la famille Krupp.

Helene Amalie Krupp, née Ascherfeld (1732-1810), est la première de la famille à s'engager dans l'industrie sidérurgique. Après la mort de son mari Friedrich Jodocus Krupp (1706-1757), de qui elle a hérité d'un commerce de denrées coloniales, elle augmente sa fortune en tant que femme d'affaires grâce à une association d'entreprises commerciales et de production. En 1811, elle permet à son petit-fils Friedrich Krupp (1787-1826) de construire sa propre usine d'acier. Friedrich développe un procédé de fabrication d'acier coulé, qui présente toutefois des défis tels que des variations de qualité. Le succès commercial n'est pas au rendez-vous ; il accumule de lourdes dettes. Après sa mort, son fils Alfred prend la direction de l'entreprise et la mène progressivement vers la rentabilité.
En 1852/1853, Alfred Krupp fait breveter le bandage de roue sans soudure en tant que roue de chemin de fer sûre et incassable. Pendant des décennies, le succès de l'entreprise repose sur la vente de ses bandages de roues et autres matériels ferroviaires, ainsi que de ses canons en fonte d'acier. Les trois anneaux en tant que marque sont déposés le 6 décembre 1875 auprès du tribunal de district d'Essen et apposés sur les produits comme marque. Ils sont toujours présents dans le logo de thyssenkrupp.
Après la mort d'Alfred Krupp en 1887, son fils Friedrich Alfred Krupp (1854–1902) devient l'unique propriétaire de l'entreprise. Sous sa direction, l'entreprise poursuit son expansion. Dans son testament, il décrète que la société sera transformée en société anonyme et sa fille aînée Bertha Krupp (1886–1957) reçoit les actions. En 1906, Bertha se marie avec le diplomate Gustav von Bohlen und Halbach, qui rejoint la direction de l'entreprise.

### XXe siècle
Le succès des entreprises fondées par Friedrich Krupp et conduit à la prospérité économique sous la direction de son fils Alfred, ainsi que la taille même des locaux de l'usine Krupp, façonnent considérablement l'image de la ville d'Essen, du haut niveau d'industrialisation à la fin de la Seconde Guerre mondiale.
Comme ils l'ont fait depuis la République de Weimar, les Krupp entretiennent des contacts commerciaux avec le gouvernement allemand. Les armes qu'ils fabriquent sont présentes sur les champs de bataille d'Europe et dans les pays non européens de 1866 à 1945. La société Fried. Krupp produit une forte proportion de matériel en temps de paix.
Pendant la Première Guerre mondiale, Krupp augmente sa production d'armement grâce aux commandes de l'État. La pièce d'artillerie la plus connue est le mortier Grosse Bertha. Après la fin de la guerre, le traité de Versailles interdit aux fabricants d'armes de produire certains types d'armes.
L'entreprise Fried. Krupp AG a recours au travail forcé pendant la Seconde Guerre mondiale, tout comme toutes les entreprises allemandes de charbon et d'acier et d'autres entreprises. Les entreprises ne le font pas seulement sous la pression de l'État, mais aussi de leur propre initiative. En 1947/48, le fils de Bertha, Alfried Krupp von Bohlen und Halbach, doit en répondre lors du procès Krupp et est condamné. Après la fin de la guerre, l'entreprise Fried. Krupp perd une grande partie de sa substance en raison des réparations et l'expropriation provisoire. Les mines et les aciéries doivent être vendues sur ordre des Alliés. En 1953, Alfried Krupp von Bohlen und Halbach nomme Berthold Beitz à son poste de plénipotentiaire général.
Après la mort d'Alfried Krupp von Bohlen und Halbach le 30 juillet 1967 et à la suite de la renonciation à la succession de son fils unique Arndt von Bohlen und Halbach (de), ses biens sont transférés à la fondation caritative Alfried Krupp von Bohlen und Halbach.

## Galerie

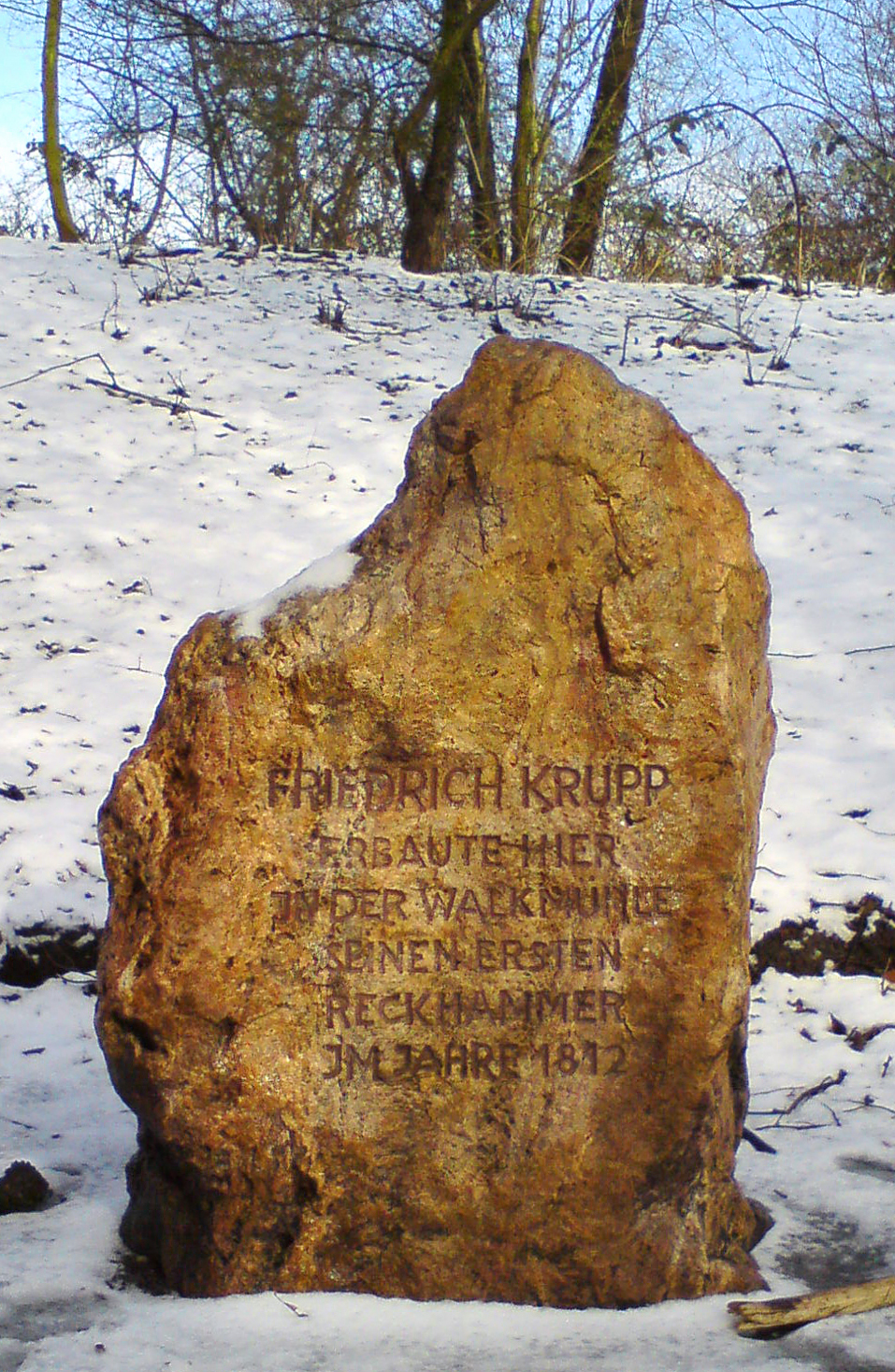
Friedrich Krupp a construit son premier marteau-pilon sur le site d'An der Walkmühle (de).
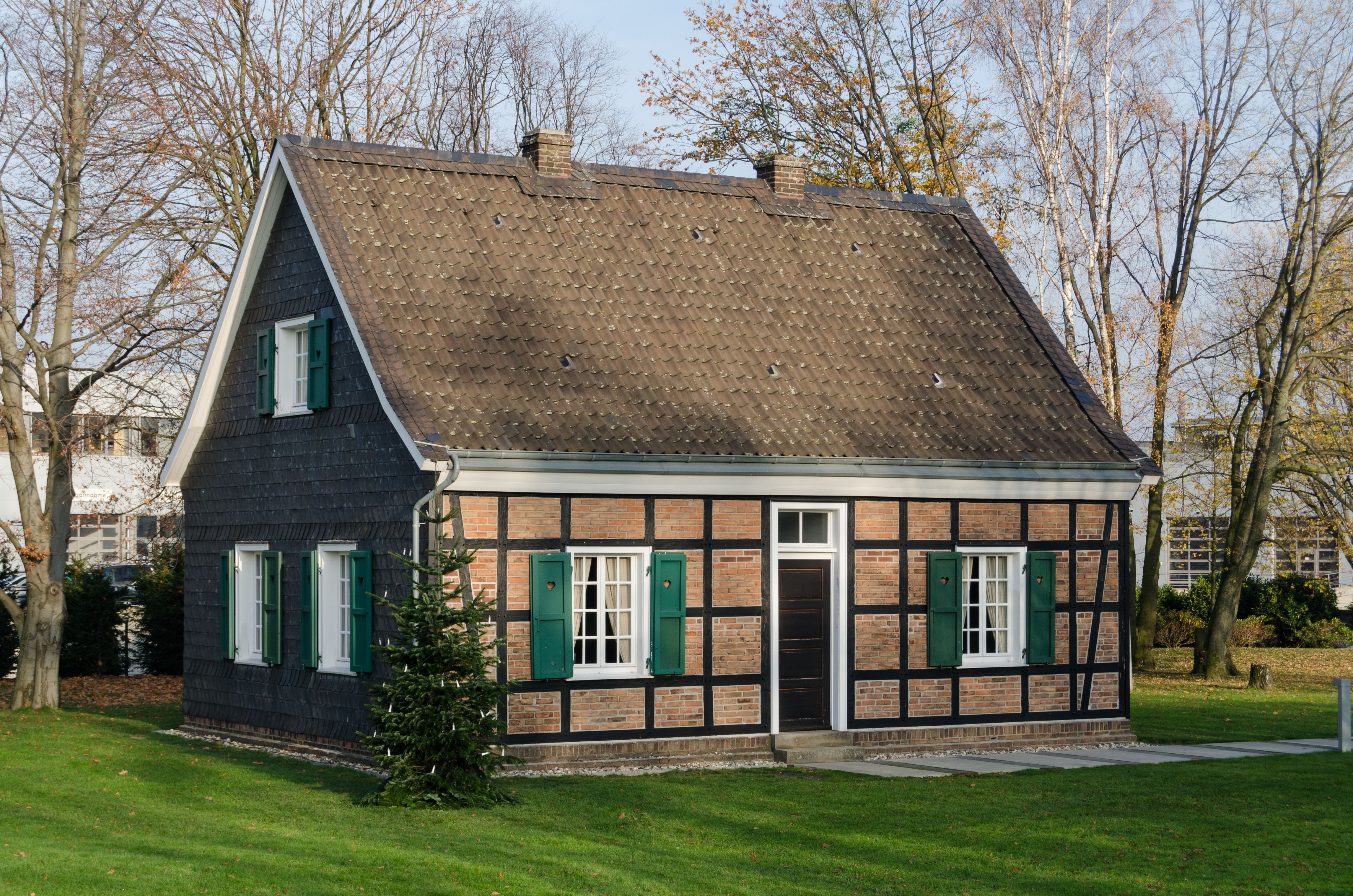
La maison mère Krupp (de) se trouve encore aujourd'hui sur le site de thyssenkrupp AG.
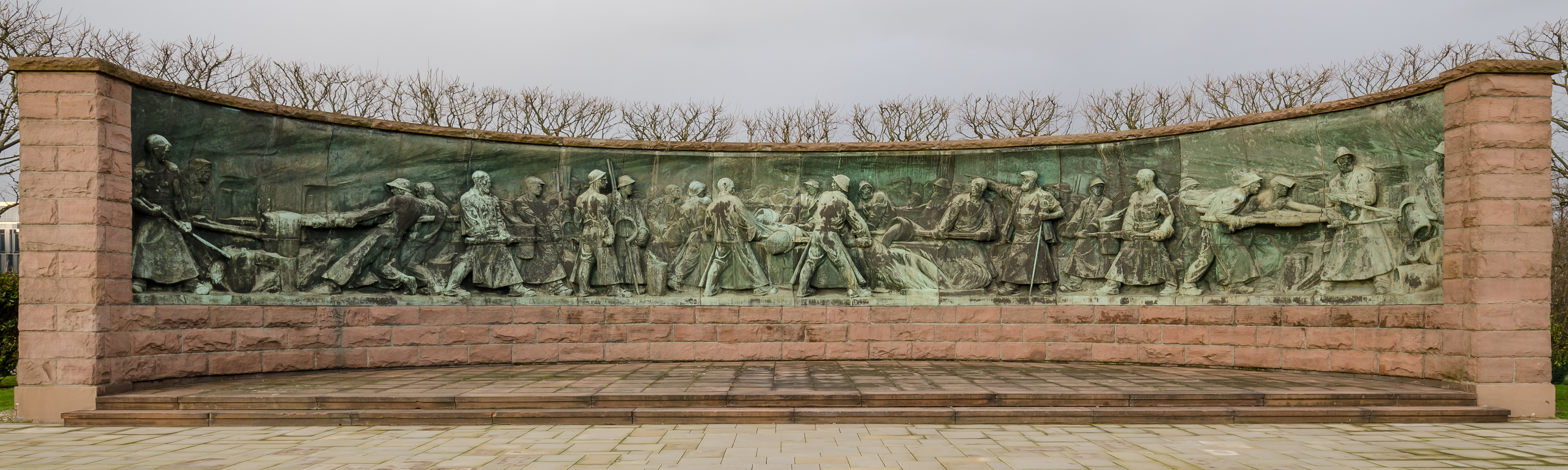
Le monument en fonte à creuset (de) sur le site de l'ancienne usine de fonte d'acier Krupp (de) à Essen.
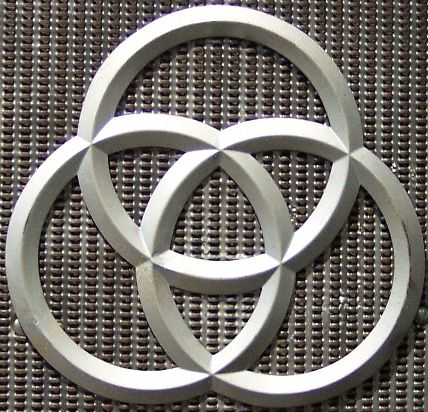
Symbole de l'industrie lourde allemande : les trois roues de chemin de fer sans soudure du groupe Krupp.
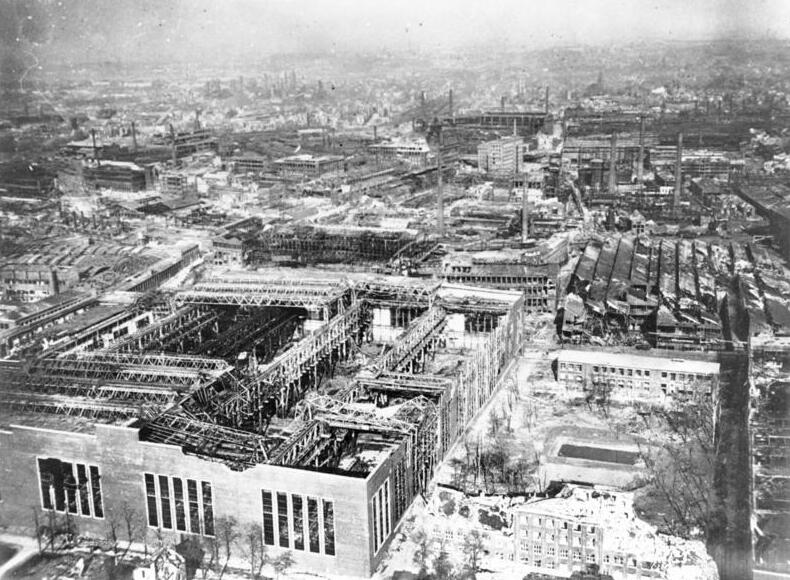
Usine de fonte d'acier Krupp (de) détruite à Essen en 1945.

## Membres de la famille

### Portraits
Les membres de la famille les plus importants par ordre chronologique :

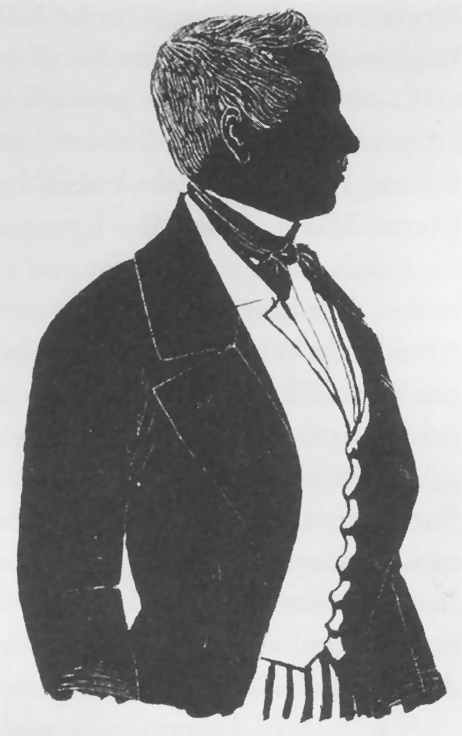
Friedrich Krupp.
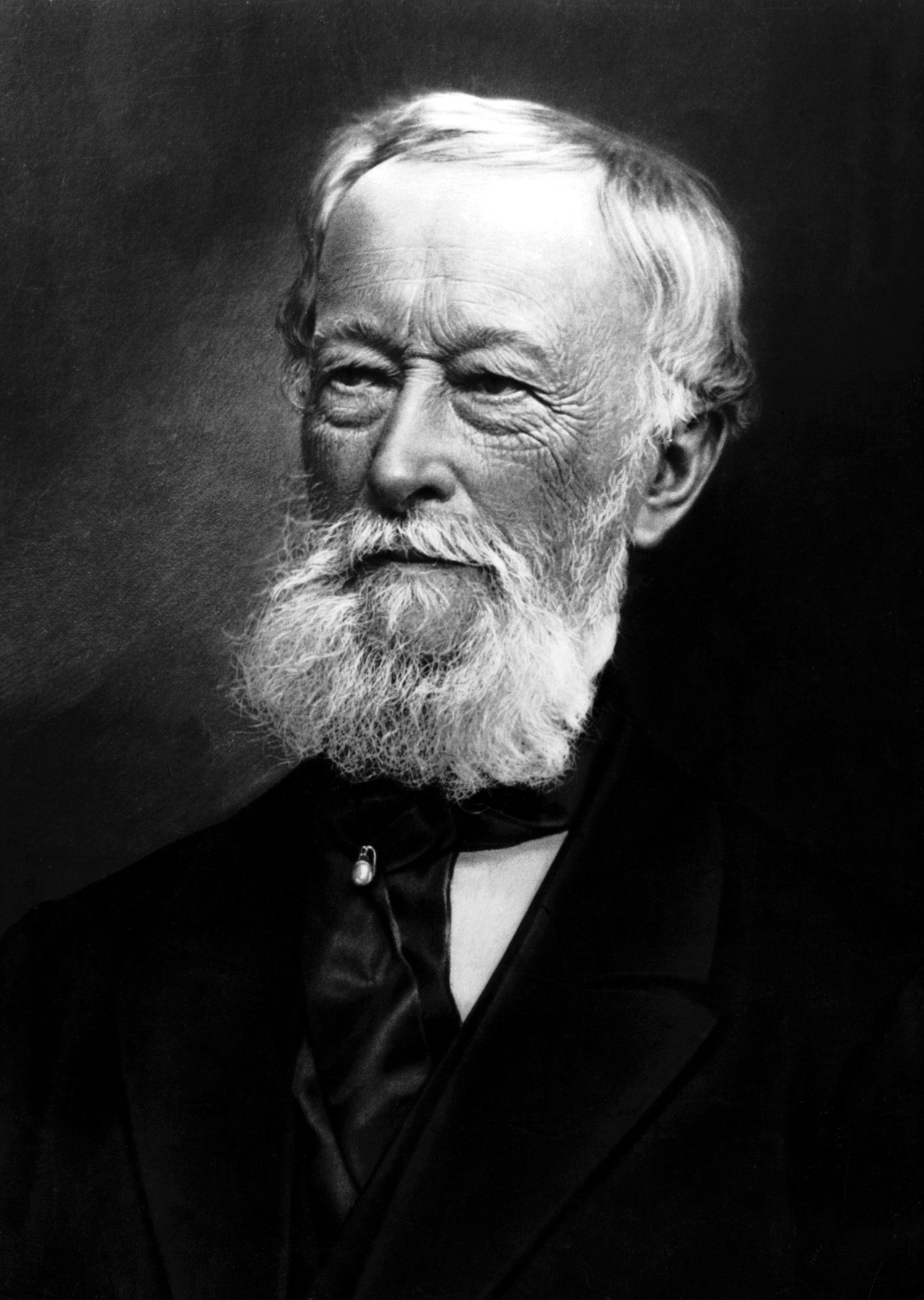
Alfred Krupp.
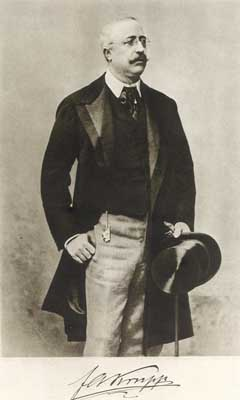
Friedrich Alfred Krupp.
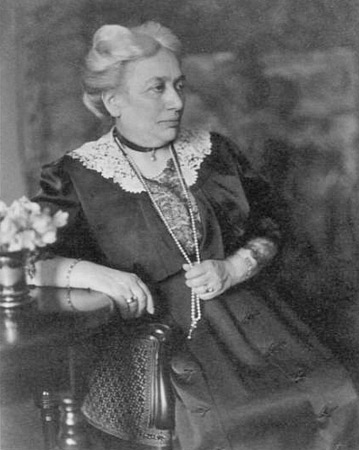
Margarethe Krupp (de).
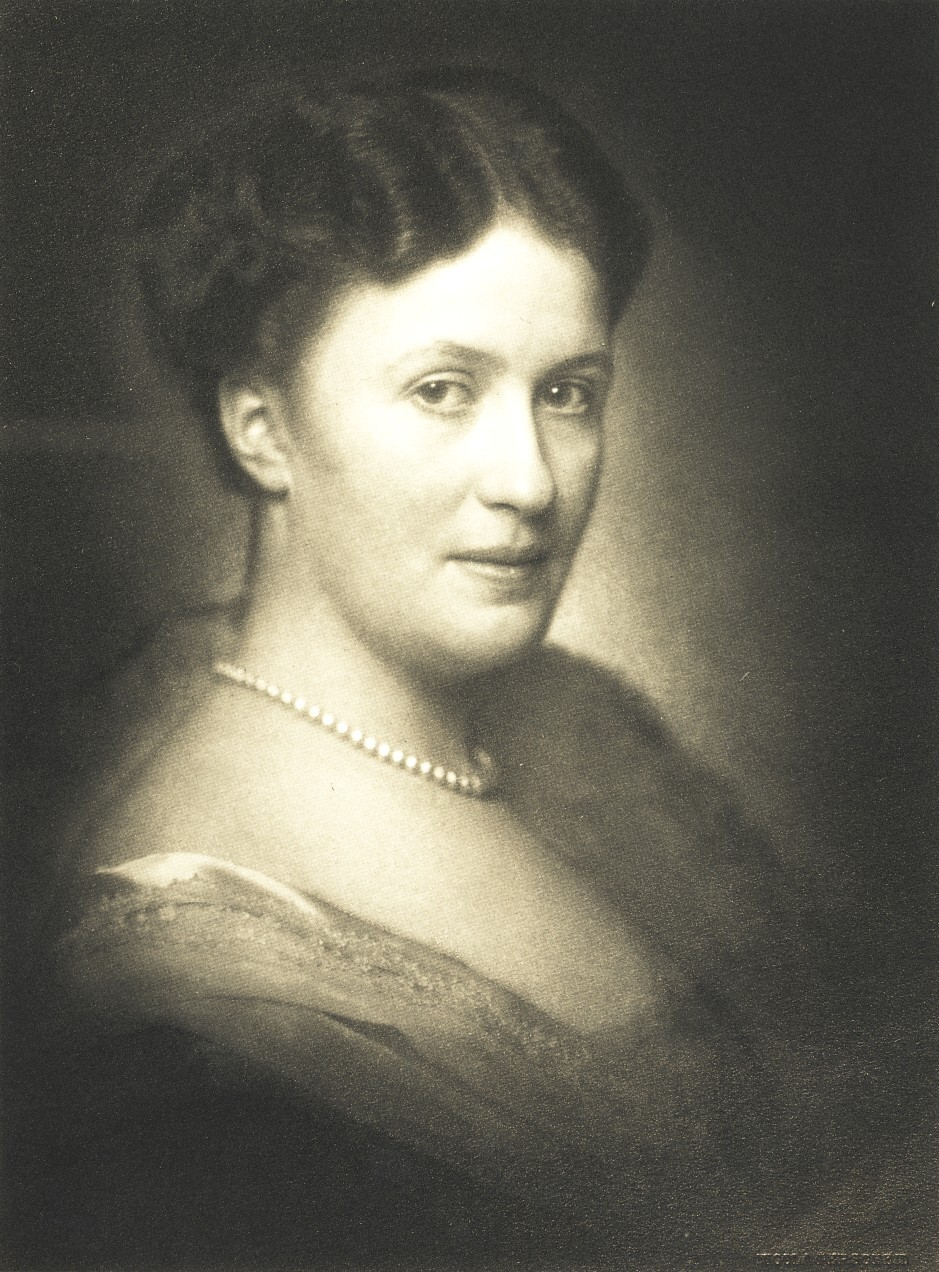
Bertha Krupp.
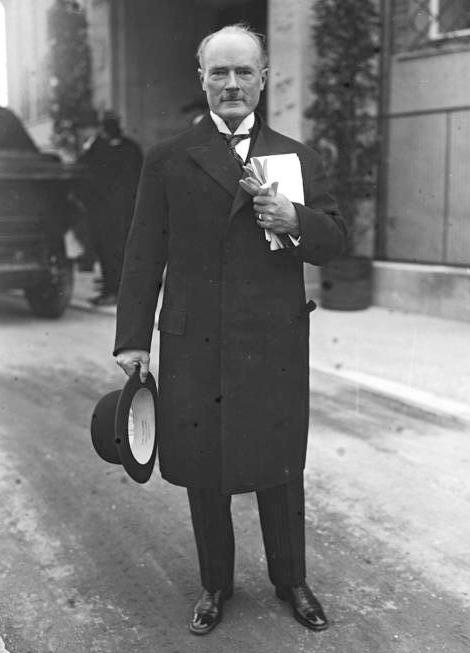
Gustav Krupp von Bohlen und Halbach.
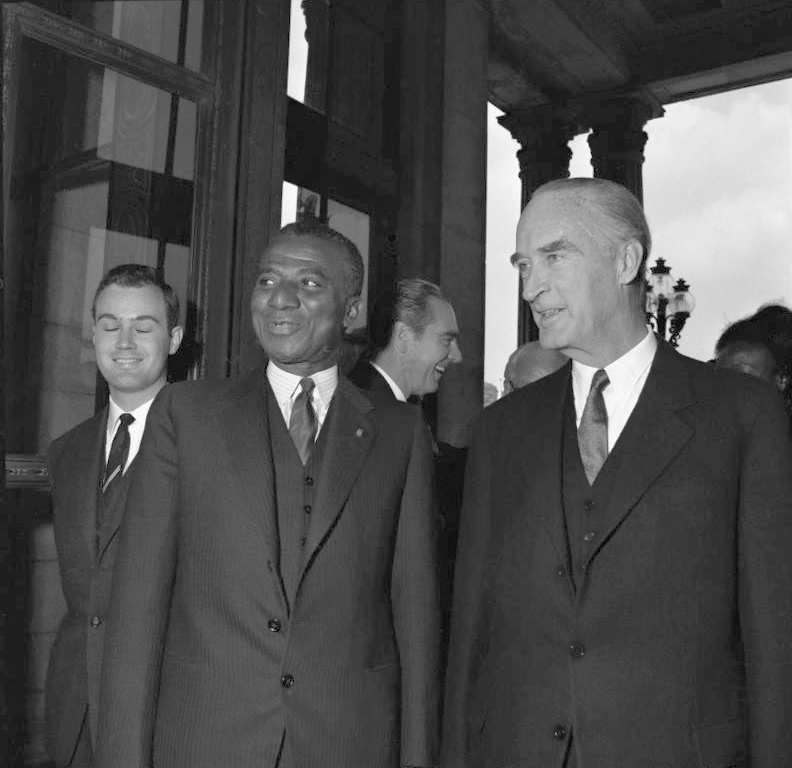
Arndt von Bohlen und Halbach (de) (à gauche) et son père Alfried Krupp von Bohlen und Halbach (à droite).

### Généalogie
Arbre généalogique
Voici l'arbre généalogique de la famille Krupp sous la forme d'une liste de descendants. Il commence avec Arndt Krupp en première génération et s'étend jusqu'à la douzième génération.
1. Arndt Krupp (mort en 1624), officie en tant que greffier municipal et inspecteur
2. Anton Krupp (1588–1661), marchand de vin et de nourriture, quincaillier et marchand d'armes à Essen
3. ...
4. Bernhard Heinrich Krupp, pasteur à Lünern
5. Wilhelm Karl Krupp (de) (1710–1774), marchand et conseiller à Lübeck
2. Georg Krupp (1590-1623)
3. Matthias Krupp (1621-1673), secrétaire de la ville d'Essen
4. Arnold Krupp (1660-4. avril 1734), maire d'Essen de 1703 à 1734, marié avec Anna Gertrud Burckhardt, 
5. Friedrich Jodocus Krupp (1706-1757), marchand, sénateur et gérant des pensions de la ville d'Essen marié avec Helena Amalia (Amalie) Ascherfeld (1732-1810), femme d'affaires
6. Peter Friedrich Wilhelm Krupp (1753–1795) marié avec Petronella Forsthoff (1757–1839)
7. Friedrich Krupp (1787–1826), fondateur de l'entreprise, marié avec Therese Helena Johanna Wilhelmi (1790–1850)
8. Ida Krupp (1809–1882)
8. Alfred Krupp (1812–1887), agrandit Krupp pour devenir la plus grande entreprise industrielle d'Europe à l'époque, marié avec Bertha Eichhoff (1831–1888)
9. Friedrich Alfred Krupp (1854–1902) marié avec Margarethe baronne von Ende (de) (1854–1931), administratrice fiduciaire et fondatrice de la fondation
10. Bertha Krupp (1886–1957) mariée avec Gustav von Bohlen et Halbach (1870–1950)
11. Alfried Krupp von Bohlen und Halbach (1907-1967), le dernier Krupp marié en 1937 avec Annelise Lampert, née Bahr (1909-1998) puis marié en 1952 avec Vera Knauer née Hossenfeld (1909-1967)
12. Arndt von Bohlen und Halbach (de) (1938–1986) ; renonce en 1966 à l'héritage au profit de la fondation Alfried Krupp von Bohlen und Halbach
11. Arnold von Bohlen und Halbach (de) (1908-1909)
11. Claus von Bohlen und Halbach (de) (1910–1940) marié avec Sita von Medinger (1912–1997)
12. Arnold von Bohlen und Halbach (né en 1939)
11. Irmgard Sophie Margarethe von Bohlen und Halbach (de) (1912–1998) mariée avec Johann (Hanno) baronne Raitz von Frentz (de)
11. Berthold von Bohlen und Halbach (de) (1913–1987) marié avec Edith von Maltzan (1919–2009)
12. Eckbert von Bohlen und Halbach (né en 1956)
11. Harald von Bohlen und Halbach (de) (1916–1983) marié avec Doerte Hillringhaus
12. Friedrich von Bohlen und Halbach (né en 1962)
12. Georg von Bohlen und Halbach (1963-2023)
12. Sophie von Bohlen und Halbach (née en 1966)
11. Waldtraut von Bohlen und Halbach (de) (1920–2005) mariée en 1942 avec Henri Thomas, mariée en1961 avec Walter Burckhardt
12. Diana Maria Friz (née en 1944)
12. Regina (née en 1945)
11. Eckbert von Bohlen und Halbach (de) (1922-1945)
10. Barbara Krupp (de) (1887–1972) mariée avec Tilo von Wilmowsky (de) (1878–1966), ont deux fils et quatre filles
8. Hermann Krupp (1814–1879), fondateur de la Berndorfer Metallwarenfabrik (de) à Berndorf en Basse-Autriche
9. Arthur Krupp (1856-1938), entrepreneur et créateur majeur de la ville de Berndorf
8. Friedrich Krupp (1820-1901), quitte complètement l'entreprise Krupp au milieu du XIXe siècle
2. Catharina Krupp
2. Margaretha Krupp

## Représentations de la famille
La photographie de groupe de la famille alors composée de neuf membres, prise par le photographe portraitiste Nicola Perscheid en 1929, sert de modèle pour le portrait de famille monumental (peinture à l'huile de George Harcourt), qui appartient maintenant à la Fondation Krupp et est accroché au hall d'entrée de la Villa Hügel.

## Médias
- Peter Märthesheimer (de): Krupp oder Die Erfindung des bürgerlichen Zeitalters. Westdeutscher Rundfunk (WDR), 2002 (Hörspiel, fiktiv).
- Krupp – Eine deutsche Familie (de). Deutschland 2009. 3-teiliger Historienfilm. Erstausstrahlung am 22., 23. und 25. März 2009 im ZDF.

## Pour approfondir